# 모흥갑
모흥갑(牟興甲)은 조선시대의 판소리 명창이다. 경기도 진위(현재: 평택시)에서 태어났다.
적벽가를 특히 잘하였고 평양 연광정에서 소리하여 십리 밖까지 들리게 했다고 전한다. 그가 평안 감사의 초청으로 연광정(練光亭)에서 가창한 광경을 그린 판소리 가창도는 지금도 서울대학교 도서관에 소장되어 있다. 그의 더늠으로 춘향가 중에서 〈이별가〉의 ‘날 데려 가오’가 전해지고 있으며, 이것을 경드름의 일종으로 보기도 하고 동강산제라고 하는 사람도 있다.